# Plistobunus rapax
Plistobunus rapax – gatunek kosarza z podrzędu Laniatores i rodziny Epedanidae.

## Występowanie
Gatunek znany wyłącznie z Hongkongu.